# ドラえもんのひみつ道具 (1979年のテレビアニメ や-わ)
「ドラえもんのひみつ道具 (1979年のテレビアニメ や-わ)」では、藤子・F・不二雄原作のテレビアニメ『ドラえもん』（第2作第1期）に登場するひみつ道具のうち、名称の読みが「や」で始まるものから「わ」で始まるものまでを列挙する。

## 約束リング
約束リング（やくそくリング）は、「約束リング」（2001年4月27日放送、レンタル専用VHS『21世紀テレビ文庫 テレビ版ドラえもん』第31巻に収録）に登場する。
『西遊記』の孫悟空が頭にはめている輪「緊箍児」を模したような輪。輪の結び目が、約束を意味するゆびきりのデザインになっている。これを頭にはめておき、なにかを口頭で約束する。すると約束が反故になりそうなときに輪が頭をしめつけ、約束を必ず守らせる。この輪をはめて約束したことをすべて果たすと輪が自然に外れ、約束を果たすまでは絶対に外すことができない。約束リングに誓った約束がまだ果たされていなくても新たな約束はいくらでも取り付けられる。

## やった木
やった木（やったき）は、「やった木」（1999年4月23日放送、映像ソフト未収録）に登場する。
木を象った板状の道具。相手に向けると電波が発射され、その電波を浴びると何でもやった気になる。ただし9回までしか使えない。10回目は、カウンターが「0」になって振り出しに戻り、やったつもりだったことを全部思い出してしまう。

## ヤドカリン
ヤドカリンは、「ヤドカリン」（1999年8月13日放送、映像ソフト未収録）に登場する。
ヤドカリの形をした道具。旅行用の道具として開発された。これを任意の家に貼り付けると、その家の者に大事な客人としてもてなされる。

## 勇気百倍うちわ
勇気百倍うちわ（ゆうきひゃくばいうちわ）は、「勇気百倍うちわ」（2004年8月27日放送、映像ソフト未収録）に登場する。
「勇気」と描かれた団扇の道具。この団扇を仰いで出した風を浴びると、勇気が湧いてくる。ただし、団扇を破ってしまい、破れた団扇を仰いで出した風を浴びると、逆にもっと怖くなってしまう。作中では、普通の団扇からはオレンジ色の風が、破れた団扇からは青色の風が出ている。

## 勇気リンリン帽子
勇気リンリン帽子（ゆうきリンリンぼうし）は、「勇気リンリン帽子
（1996年5月31日放送、映像ソフト未収録）に登場する。
総長帽を模した道具。この帽子には鈴のついたひもがある。「勇気!」と叫んでから、ひもを引いて鈴を「リンリン」と鳴らすと、勇気が凛々（りんりん）とわいて言いたいことをはっきりと言うことができ、相手は必ず萎縮してしまう。古い道具であるため、道具の根幹であるメカ部分が外れやすく、メカ部分が外れるとただの帽子と変わらなくなる。

## UFO回収クリーナー
UFO回収クリーナー（ユーフォーかいしゅうクリーナー）は、「むせきにん飛行物体」（1993年12月3日放送、映像ソフト未収録）に登場する。
むせきにん飛行物体を回収することのできる掃除機。

## 有名人スケジュール電子手帳
有名人スケジュール電子手帳（ゆうめいじんスケジュールでんしてちょう）は、「人気スターがまっ黒け」（1993年7月16日放送、映像ソフト未収録）に登場する。
有名タレントがいまどこにいるのかを探し出せる道具。

## ゆうれいストロー
ゆうれいストローは、「ゆうれいストロー」（2003年10月10日放送、レンタル専用VHS『21世紀テレビ文庫 テレビ版ドラえもん』第33巻に収録）に登場する。
このストローを口にくわえて息を吹くと、ストローから自分の幽霊が出てくる。この幽霊は他人から視認でき、物体には触れることができない。幽霊が出ている間の人体は意識が停止したような状態になる。幽霊が人体へ戻るには、人体が口にくわえたストローをとおる以外に方法はない。そのため幽霊の抜け出た人体が口からストローを落としてしまうと、第三者がストローを再びくわえさせなければ元の人体へ戻ることはできない。ストローをくわえたまま幽霊が出ている別の人体があれば、幽霊は他人の体を借りることができる。

## ゆうれいのこどうぐ
この道具はテレビアニメ第2作第1期で最初に登場したアニメオリジナルの道具である。

## 雪だるま型クーラー
雪だるま型クーラー（ゆきだるまがたクーラー）は、1994年放送の特別番組『夏だ! 一番 ドラえもん祭り』ブリッジアニメ（1994年8月12日放送、映像ソフト未収録）に登場する。
雪だるまの形をした冷房機器。すぐに涼しくなるが、しばしば暴走して辺りを雪景色にしてしまうことがある。

## 夢つづき枕
夢つづき枕（ゆめつづきまくら）は、「夢つづき枕」（1992年8月28日放送、映像ソフト未収録）に登場する。
この枕で夢を見ると、枕が夢の内容を記憶し、次にこの枕で寝た者が夢の続きを見ることになる。

## 夢ボート
夢ボート（ゆめボート）は、「夢ボート」（2000年7月28日放送、映像ソフト未収録）に登場する。
他人の夢の中に入ることのできる乗り物。ボートに備え付けてある「夢レーダー」を作動させると、付近で夢を見ている人のおよその位置がわかる。夢の中では、ボートを使ってほかの人の夢へとワープしたり、夢の中から出たりすることができる。夢の中にいるときに夢の主が目を覚ましてしまうと、真っ暗な世界に閉じ込められ、ほかの人の夢へワープする以外に出る方法がない。

## ヨウジンボウ
ヨウジンボウは、「ヨウジンボウ」（1994年10月7日放送、映像ソフト未収録）に登場する。
侍を模した人形。専用の小判がセットになっている。脇には刀ではなく棒を差している。ヨウジンボウの懐に小判を入れた者を主として認識し、主が物理的に攻撃されそうになると、棒を使ってそれを防ぎ、相手を打つ。小判を入れたヨウジンボウを2体用意して対峙させると、互いに相手を敵と認識して戦い始める。ヨウジンボウは女の子の顔を近くで見ると赤面し、フラフラと女の子に付いて行ってしまい、また女の子に頭をなでられると倒れて機能停止する。
ヨウジンボウは髭を生やしており、口の周りと八の字の2種類ある。

## 四次元エレベーター
四次元エレベーター（よじげんエレベーター）は、「四次元エレベーター」（2003年7月18日放送、映像ソフト未収録）に登場する。
△、□、▽の3つのボタンがあるリモコン。自分が透明な床のエレベーターに乗ったかのように、床や天井をすり抜けて上昇、下降することのできる道具。△ボタンを押すと上昇し、▽ボタンを押すと下降、□ボタンを押すと上昇や下降が停止する。

## 四次元キャッチャー
四次元キャッチャー（よじげんキャッチャー）は、「四次元キャッチャー」（1997年12月5日放送、映像ソフト未収録）に登場する。

## 四次元ポーチ
四次元ポーチ（よじげんポーチ）は、「四次元ポーチ」（1993年6月4日放送、映像ソフト未収録）に登場する。
腰に巻いて使用するポーチ。四次元ポケットのように中が四次元空間になっているため、大きいものでもなんでも中に入れることができる。

## 四万年前スーツ
四万年前スーツ（よんまんねんまえスーツ）は、「マンモスウォッチング」（2004年7月23日放送、映像ソフト未収録）に登場する。
エアコンスーツに似たデザインの服。地球の氷河期の夏を訪れたとき、ツアーロボット2号機のゴンザが気分を盛り上げようと出したもの。エアコンスーツのような、ひみつ道具としての機能があるかどうかは作中では言及されていない。

## らくらくお掃除3点セット
らくらくお掃除3点セット（らくらくおそうじさんてんセット）は、「未来を守れ! のび太VSアリ軍団」（1999年12月31日放送、DVD『ドラえもん コレクション・スペシャル 冬の5』に収録）に登場する。
スーパーはたき
1回はたけば、あらゆる汚れを落とすことができるというはたき。
ウルトラほうき
1回はけば、あらゆる汚れもきれいにすることができるというほうき。
ハイパーぞうきん
1回ふけば、どんな頑固な汚れでもピカピカにすることができるという雑巾。

## ラッキーカラー棒
ラッキーカラー棒（ラッキーカラーぼう）は、「ラッキーカラー棒」（2004年5月14日放送、映像ソフト未収録）に登場する。
ヒョウタンのような形の道具。片方が赤い縞模様、もう片方が黒い縞模様になっている。赤いほうを上にして振ると、その人にあったラッキーカラーの棒が出るので、その色を身に着けているといいことが起こる。逆に黒いほうを上にして振ると、アンラッキーカラーの棒が出て、その色を身に着けていると悪いことが起こる。ドラえもん曰く「良い運と悪い運は表裏一体」であり、幸運を引き寄せる為には不運も必要であると言う理由でアンラッキーカラー棒も搭載されている。

## ラッキー砂時計
ラッキー砂時計（ラッキーすなどけい）は、「ラッキー砂時計」（1991年10月11日放送、映像ソフト未収録）に登場する。
1日の幸運の量は決まっているとして、それを采配することのできる砂時計。まだ幸運を使っていないうちはピンク色の砂が下にたまっており、砂時計をほんの数秒間だけひっくり返して砂を少し移動させると、少しだけ幸運を使うことができる。移動した砂は灰色に変色し、元には戻らない。ピンク色の砂をすべて移動して灰色にしてしまうと、その日の幸運を使い切ったことになり、その日は以後悪いことばかりが続く。

## ラブラブバレンタイン・セット
ラブラブバレンタイン・セットは、「ジャイ子のバレンタイン」（1999年2月12日放送、映像ソフト未収録）に登場する。
ハート型の風船と、ハート型のチョコレートのセット。チョコレートの上部に受取人の名前を、下部に差出人の名前を書き、風船にくくりつけて飛ばす。すると風船は受取人の元へと届き、そのチョコレートを食べると体が勝手に動いて差出人へ会いに行ってしまう。ただし何らかのアクシデントがあって風船が途中で割れ、受取人へ届かないことがあったり、チョコレートを受取人以外が食べてしまうなど、うまくいかない可能性もある。
道具名の表記は『読売新聞』による。

## ラブリスプレー
ラブリスプレーは、「ドラミにおまかせ」（2003年10月31日放送、映像ソフト未収録）に登場する。
ドラミの道具。このスプレーを吹き付けられた物体は、ピンク色で花柄模様になる。未来の国の女性から見てかわいい（ラブリー）と思うようなデザインになる。
未来の国でセワシの工作品に対してドラミが勝手に使用したところ、セワシはドラミに怒ったが、あとになってセワシは友だちの少女たちから「かわいい」ともてはやされることになった。この道具は女性ウケを狙うのに適しているといえる。

## 立体アルバム
立体アルバム（りったいアルバム）は、「立体アルバム」（1992年4月17日放送、映像ソフト未収録）に登場する。
このアルバムに写真を挟んで閉じ、アルバムを再び開くと、写真に写っている人物が立体化する。

## 立体工作用カタログ 日本の建物シリーズ
立体工作用カタログ 日本の建物シリーズ（りったいこうさくようカタログ にほんのたてものシリーズ）は、「特賞! のび太温泉」（1998年2月6日放送、映像ソフト未収録）に登場する。
日本の建物の写真集。作中では Vol.1 が登場した。またドラえもんはこの道具を「立体工作用日本の建物シリーズ」と呼んでいた。
この本に掲載されている建物の写真をインスタントミニチュア製造カメラで撮影して、その建物のミニチュアを作成する。

## リトマス人生試験紙
リトマス人生試験紙（リトマスじんせいしけんし）は、「リトマス人生試験紙」（1993年5月28日放送、映像ソフト未収録）に登場する。
リトマス試験紙を模した道具。これを1枚口にくわえて質問すると、それが人生における正しい選択だった場合は青く変色し、誤った選択の場合は赤く変色する。また、選択の絡まない単なる質問の解答にも使え、のび太やジャイアンが跳び箱を飛べるか否か聞いた時もそれに応じた色に変色していた。作中ではのび太が試験紙に頼りきりになってしまった為、ドラえもんが夜中のうちにアベコンベを使って性質を逆にした（赤が正解になった）。それを知らず、翌日にジャイアンが試験紙が青になったからと8段の跳び箱を跳ぼうとしたが、勢いよく突っ込んで気絶してしまった（跳び箱を突っ込んだ際はバラバラになったことで、スネ夫は涙しながら駄々をこねる姿を見せている）。のび太も同じような無謀な挑戦をしたが、ドラえもんが直前にアベコンベを投げた事で助かっている（但し、その前に試験紙を信じて解いたテストが0点という事実は変わらないため、その場で泣き叫んでいた）。

## 留守番ロボット
留守番ロボット（るすばんロボット）は、「おまたせ ドラミちゃん初登場! のび太の海底ハイキング」（てんとう虫コミックス『ドラえもん』第4巻収録「海底ハイキング」のアニメ化作品。1980年4月8日放送、DVD『ドラえもん コレクション・スペシャル 春の3』に収録）に登場する。
ドラミの道具で、人間の代りに留守番をしてくれるロボット。電気掃除機のような機械で人の影を吸い込むと、掃除機本体の部分からその人そっくりのロボットが飛び出す。外観は本人と見分けがつかないものの、行動はかなりドジ。のび太が海底ハイキングに出かける際に自宅での身代わりとして使用された。
また、本エピソードのリメイク「ドラミちゃん登場! のび太の海底大冒険」（2003年4月5日放送、レンタル専用VHS『ドラえもん テレビ版スペシャル特大号 春の巻6』に収録）では「そっくりロボットキット」という道具を使用している。
原作では、ドラミが中古ロボットをのび太そっくりに改造して使用している。

## レインボードロップ
レインボードロップは、「レインボードロップ」（1998年2月20日放送、映像ソフト未収録）に登場する。
ビン入りの七色の飴玉。この飴玉をなめると、顔が飴玉と同じ色になる。2つ以上の色の飴玉を同時になめると、顔が2種類以上の色になり、7色の飴玉を同時になめると顔の色が虹のようになる。

## 歴史マップ
歴史マップ（れきしマップ）は、「夢とロマンを探索モグラ」（1992年6月19日放送、映像ソフト未収録）に登場する。
22世紀になってから発見された歴史の遺物や化石の発見位置が記録されている地図。

## レスキュー服
レスキュー服（レスキューふく）は、「ミニドラたすけ隊出動!」（2002年5月24日放送、映像ソフト未収録）に登場する。
ミニドラが着ることのできる大きさのレスキュー隊の服。

## レンタルシーバー
レンタルシーバーは、「レンタルシーバー」（1993年4月16日放送、レンタル専用VHS『ドラえもん テレビ版スペシャル特大号 春の巻6』に収録）に登場する。
シーバーについているマイクに借りたい物を言うと、言った物が瞬間移動して手元に現れる。他人の所有物を借りた場合は、本人の許可がないと自動で返却される。30分のお試し時間があり、シーバーに付いているボタンを押せば返却出来る。30分以内ならレンタル料金は一切かからないが、30分を過ぎると未来レンタル社の社員が現れ、レンタル料金を請求される。
支払いを拒んだり、お金が無かったりすると巨大な怪物に変形して現物を奪われる事になる。そして額から「取り立てビーム」を放ち、料金に見合う分だけ債務者の所有物を没収する。債務者の所有物がなくなると今度は衣服や靴を取られる（本編ではスネ夫のラジコンを取り立てられた後、怯えて逃げようとするジャイアンとスネ夫をめがけて「逃げても無駄だっ!!」と2人の衣服と靴を取り立てられ、裸になってしまった。しかし、カラオケセットと豪華ステージだけは取り立てられずに残っていた）。ラジコンと衣服を取り上げられても300円不足することにより、髪の毛も取られようとなった際は「勘弁してよー!!」と泣きながら悲鳴を上げるオチとなっていた。
料金はいくらなのかは不明（数や品によって代金が異なるかも不明）だが、作中でジャイアン達がカラオケセットと豪華ステージとヘッドホンをレンタルした時の料金は一万円だった。

## ロケットブーツ
ロケットブーツは、「月のウサギを探そう」（2002年11月1日放送、映像ソフト未収録）に登場する。
ロケットの噴射口が付いた靴。これをはくと地表付近をロケット噴射により高速で移動することができる。
同様の道具であるスピードぐつは地球上での使用が前提だが、ロケットブーツであれば宇宙空間でも使用することができる。

## ロデオサドル
ロデオサドルは、「ロデオサドル」（1998年12月4日放送、映像ソフト未収録）に登場する。
ウマに用いる鞍のような形の道具。これを背中につけられた動物は従順になり、またがるなどして乗りこなすことができる。作中ではウマ、イヌに使用したほか、カラス3羽、ドラえもん、クジラにも使用して乗りこなしていた。
同様のことができる道具にはいどうたづながある。

## ロボットビタミン剤
ロボットビタミン剤（ロボットビタミンざい）は、「のび子登場!」（2001年1月26日放送、映像ソフト未収録）に登場する。
未来の国で新発売になったドリンク剤。ドラミがドラえもんへ送った。

## ロボットファミリー製造機
ロボットファミリー製造機（ロボットファミリーせいぞうき）は、「のび子登場!」（2001年1月26日放送、映像ソフト未収録）に登場する。
ロボットで家族を増やすことのできる道具。まず家族全員で写っている写真をこの機械に挿入し、欲しい家族の年齢、性別、名前を設定すると、設定通りのロボットが瞬時に出てくる。ロボットといっても姿かたちは人間と変わりないが、生まれたてなので言葉の理解力は設定年齢より劣る。製造機についている「思いこみボタン」を押すと、製造したロボットが以前から家族の一員であったと周囲の者が思い込むようになり混乱を防ぐ事ができる。同じ設定のロボットは何体でも量産する事が可能。

## わがまま時計
わがまま時計（わがままどけい）は、「わがまま時計」（2003年8月29日放送、レンタル専用VHS『ドラえもん テレビ版スペシャル特大号 夏の巻6』に収録）に登場する。
腕時計のように腕に巻いて使用する。これに向かって言葉で指示を送ると、時間の流れを早めたり遅くしたりできる。周囲の時間だけでなく、特定の物や人だけの時間を操ることもできる。ただし、過ぎ去った時間を元に戻すことはできない。
この道具は視聴者の応募作品である。

## 忘れうちわ
忘れうちわ（わすれうちわ）は、「忘れうちわ」（2001年9月14日放送、映像ソフト未収録）に登場する。
このうちわであおぐと、特殊な電波が発生し、考えていたことを忘れさせる。
同様の道具に「変心うちわ」がある。

## 忘れろシール
忘れろシール（わすれろシール）は、「ジャイ子に休日を」（1996年7月5日放送、レンタル専用VHS『ドラえもん テレビ版スペシャル特大号 夏の巻6』に収録）に登場する。
このシールに物の名前を書いて人の額に貼ると、その人はその物に関する記憶を忘れ去ってしまう。ただし、完全に効力を発揮するためには自分で自分の額に貼る必要があり、他の人が貼った場合は、その物の名前を耳にすると記憶を取り戻してしまう。
ジャイアンは「ジャイ子が漫画のことで頭がいっぱいで飯ものどを通らない」と心配し、同じく妹を持つことに共感したドラえもんが出した。ドラえもんたちは必死でジャイ子に漫画のことを忘れさせようとするも、油断したのび太たちが漫画に近い言葉（マンガン電池、バンガロー、マーガレットなど）を言い続けたり、ボート内でモテ夫が漫画のアイデアを問いかけたため思い出しそうになったところをドラえもんたちの乗っていたボートにぶつかった拍子でシールが剥がれてしまった。事件後、ジャイアンはよかれと思ってやったことを謝罪したものの、ジャイ子は悩んでいたアイデアを爆発させ必死に漫画を描く決意をするようになる（そのせいでドラえもんたちは徹夜でジャイ子の漫画制作に付き合わされる羽目になった）。

## 忘れん棒
忘れん棒（わすれんぼう）は、「忘れん棒」（1999年6月25日放送、映像ソフト未収録）に登場する。
指揮棒のような形の道具。まずスイッチを入れておき、この棒を相手の頭に向けて1回振ると光線が出る。その光線が頭に当たった者はそのとき考えていたことを忘れてしまう。複数回光線を当ててしまうと、相手は棒の使用者のことすら全部忘れることになる。スイッチを切ると、忘れん棒により物事を忘れた者はそのことをすべて思い出す。

## わびさびゴザ
わびさびゴザは、「わびさびゴザ」（1993年10月15日放送、レンタル専用VHS『ドラえもん テレビ版スペシャル特大号 秋の巻6』に収録）に登場する
日本伝統のわびさびを肌で感じることのできる道具。その名の通りゴザのようで、3つのボタンが備えられている。ゴザの上に乗ってボタンを操作すると、それぞれ「お茶（茶道）」「俳句」「生け花」の立体映像が浮かぶ。ゴザの上にいる者はそれぞれに自然と引き込まれてしまい、楽しんでいる内に、些細な悩みごとやストレスを感じなくなる。